# Charles Lock Eastlake
Pour les articles homonymes, voir Eastlake.
Charles Lock Eastlake, né le 17 novembre 1793 à Plymouth et mort le 24 décembre 1865 à Pise, est un peintre, historien de l'art et directeur de musée britannique.
Il est l'oncle de l'architecte et créateur de meubles Charles Locke Eastlake, avec lequel il est parfois confondu.

## Biographie
Charles Lock Eastlake est notamment président de la Royal Academy de 1850 à 1865 et directeur de la National Gallery de 1855 à 1866.
Il a traduit et publié en anglais en 1840 le premier volume du Traité des couleurs de Goethe, espérant, dans sa préface, que les trente ans écoulés depuis la publication originelle permettrait d'atténuer les polémiques que les attaques de son auteur contre l'Opticks de Newton avaient causées.

## Œuvres
En France
- La Ferté-Vidame, musée Saint-Simon[2] :
  - Château de Laborde. Façade Ouest, aquarelle, 34 × 92 cm ;
  - Château de Laborde. Façade Sud, aquarelle, 38 × 92 cm.

- Autres œuvres de Charles Lock Eastlake

"Autres
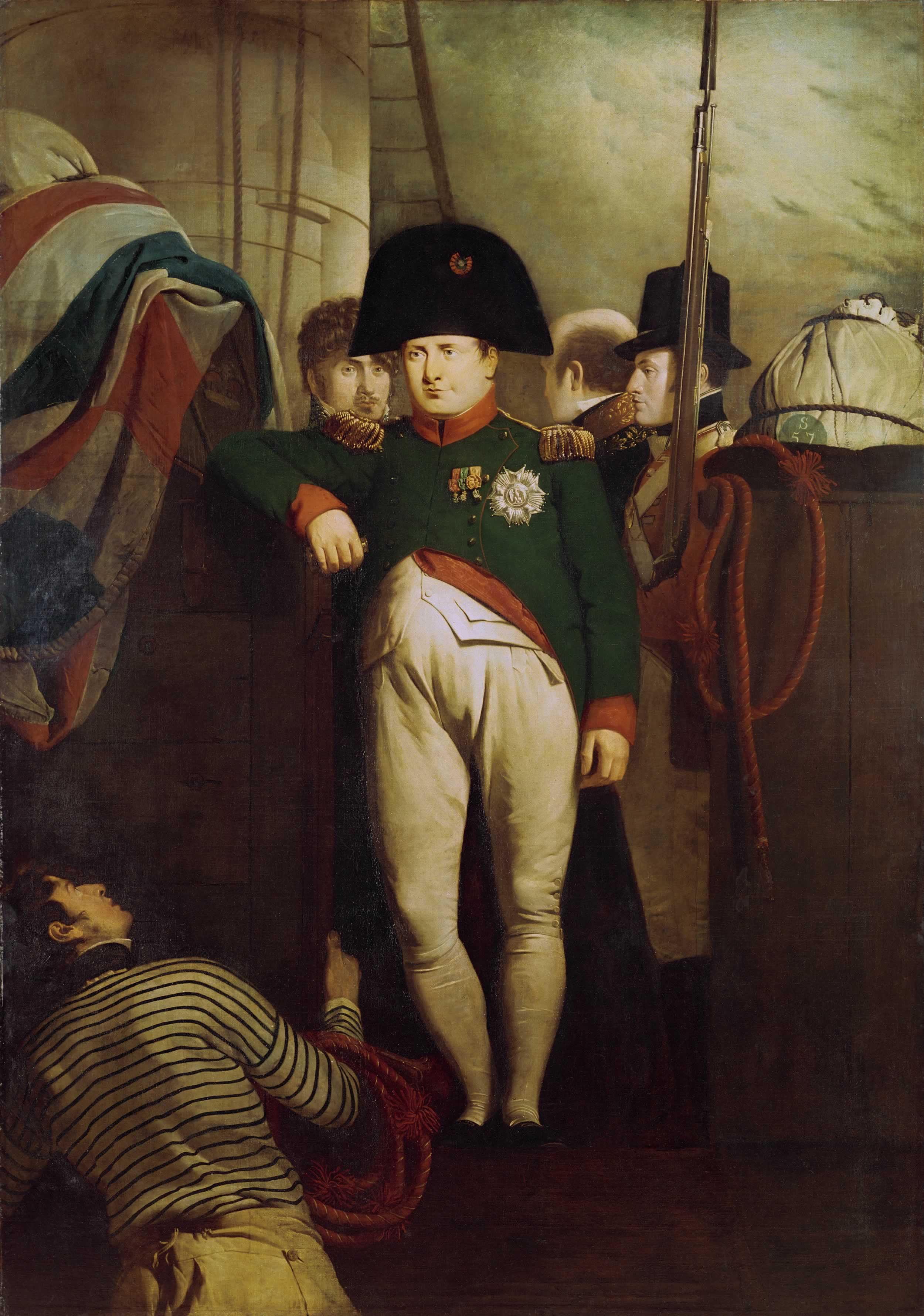
Napoleon on the Bellerophon[Note 1], National Maritime Museum, Londres, Royaume-Uni.
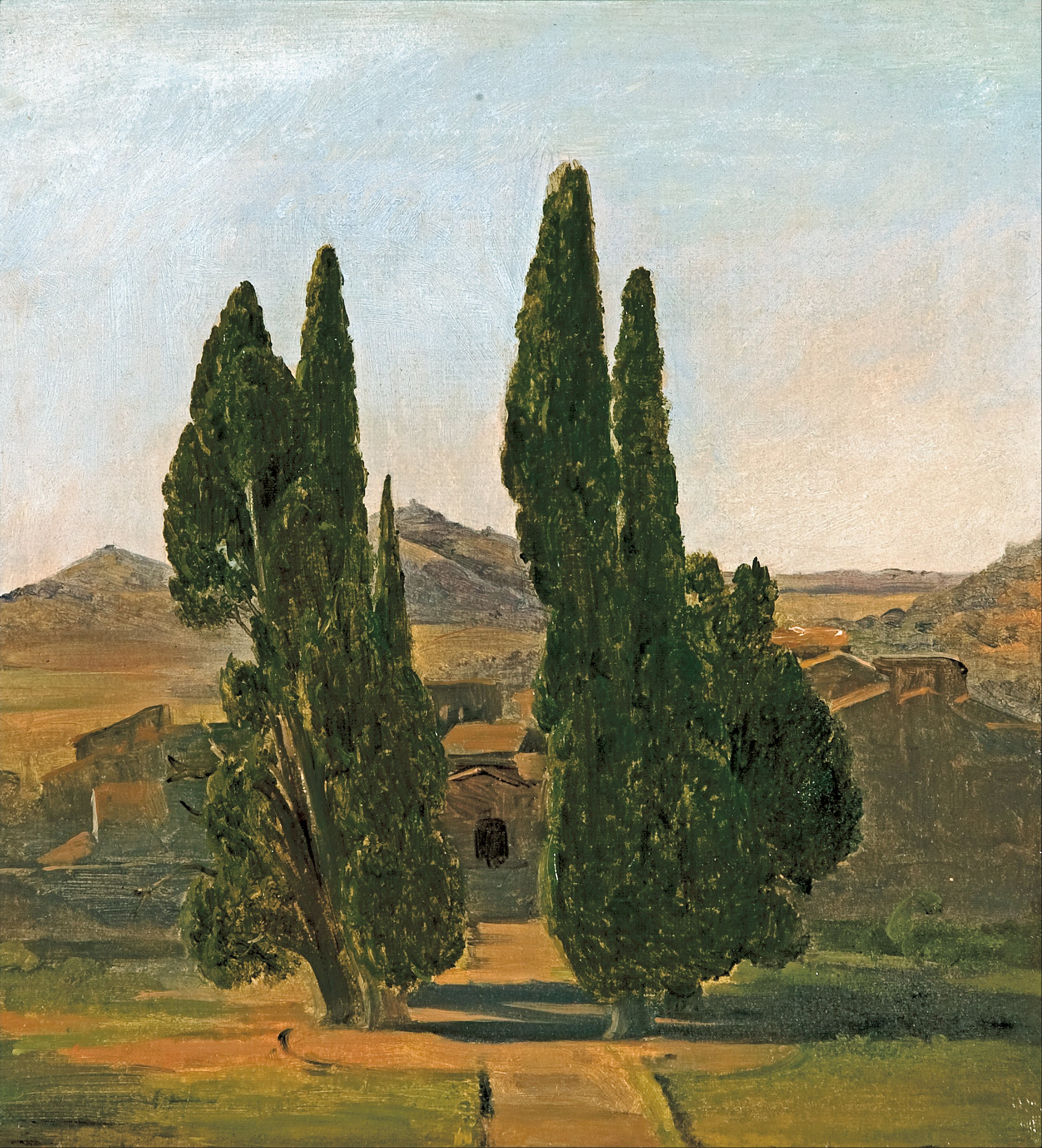
Cypress trees at the Villa d'Este[Note 2], galerie d'art d'Australie-Méridionale, Adélaîde, Australie.
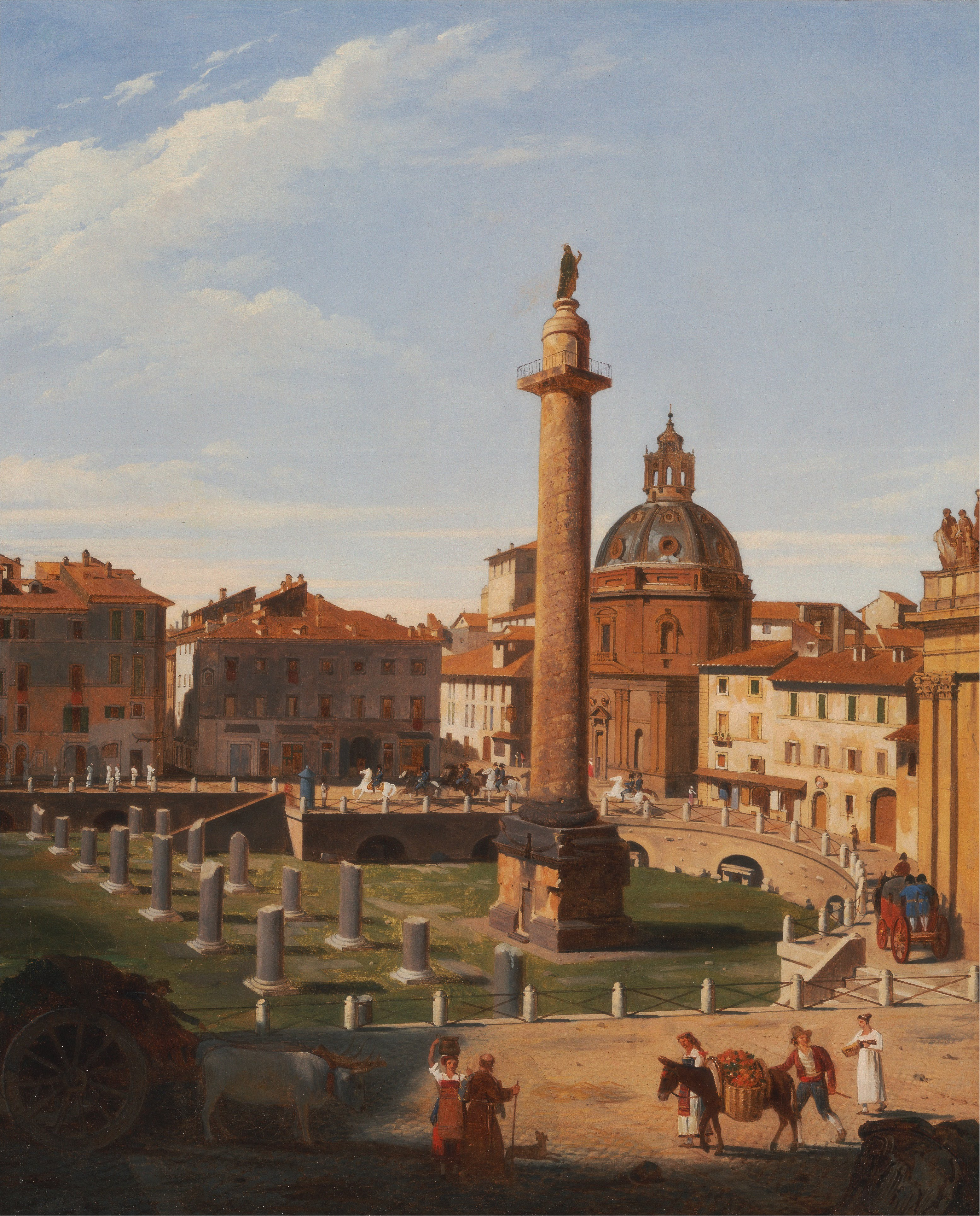
A View of Trajan's Forum, Rome[Note 3], Centre d'art britannique de Yale, États-Unis.